# Terence Wynn
Terence Wynn (* 27. Juni 1946 in Wigan) ist ein britischer Politiker und Mitglied der Labour Party. 1989 bis 2006 war er Mitglied des Europäischen Parlaments für die Region North West England. Im Europäischen Parlament gehörte er der Fraktion der Sozialdemokratischen Partei Europas an. 
Im August 2006 wurde er im Europäischen Parlament von Brian Simpson abgelöst.